# Dog Eat Dog
A Dog Eat Dog nevű amerikai zenekar. 1990-ben alakult meg a New Jersey állambeli Bergen megyében. Hardcore punk, funk-metal, rapcore, rap-rock műfajokban játszanak. Lemezeiket a Roadrunner Records kiadó jelenteti meg. Magyarországon is felléptek már, több alkalommal is. Legutoljára 2019-ben játszottak nálunk.

## Tagok
- John Connor – ének
- Dave Neabore – basszusgitár
- Brandon Finley – dobok
- Roger Haemmerli – gitár

## Korábbi tagok
- Dan Nastasi – gitár
- Sean Kilkenny – ritmusgitár, gitár
- Marc DeBacker – gitár
- Scott Mueller – szaxofon
- Kevin Reilly – szaxofon
- Dave Maltby – dob
- Mark Marri – dob
- Brett – dob
- John Milnes – dob (az első demólemezükön)

## Diszkográfia
- All Boro Kings – stúdióalbum, 1994
- Play Games – stúdióalbum, 1996
- Amped – stúdióalbum, 1999
- In the Dog House: The Best and the Rest – válogatáslemez, 2000
- Walk with Me – stúdióalbum, 2006

## Egyéb kiadványok
- Warrant – EP, 1993
- Brand New Breed – EP, 2017